# メイ・アーウィン
メイ・アーウィン（May Irwin、出生名ジョージナ・メイ・キャンベル、Georgina May Campbell、1862年6月27日 - 1938年10月22日）は、女優、歌手で、ヴォードヴィルのスター。カナダ出身の彼女は、姉のフロー・アーウィン (Flo Irwin) とともに、父親の死後、舞台に立つようになった。彼女は、クーン・シャウター (coon shouter) としてのパフォーマンスや録音で知られた。

## 生い立ちと経歴
1862年6月27日、オンタリオ州ウィットビーに生まれたジョージナ・メイ・キャンベルは、13歳の時に父ロバート・E・キャンベル (Robert E. Campbell) が死去し、元々舞台に関心を寄せていた母ソフォリア・ジェーン・ドレイパー (Sophoria Jane Draper) がお金を必要としていたこともあり、メイと姉のアデリン・フローラ（Adeline Flora：通称 "Flo" ないし "Addie"）を促して、舞台に立たせた。姉妹は歌を歌い「アーウィン・シスターズ (Irwin Sisters) 」として1874年12月にニューヨーク州バッファローのアデルフィ劇場 (the Adelphi Theatre) でデビューした。1877年後半、キャリアを積んだ姉妹は、ニューヨークのメトロポリタン劇場 (Metropolitan Theater) に出演し、さらに人気の高いミュージックホールだったトニー・パスター劇場に出演した。

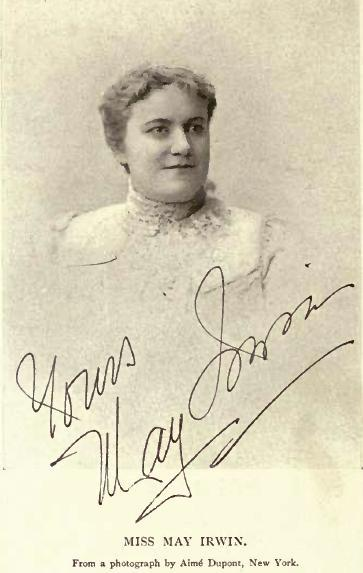
ミス・メイ・アーウィン

姉妹の人気は高く、6年間にわたってレギュラー出演者の地位を保ったが、やがて21歳になったメイは、自分一人での活動に乗り出した。彼女は、1883年から1887年にかけて、オーガスティン・ダリーの劇団に加わり、初めて演劇の舞台に立った。コメディ女優となった彼女は、その即興の才によって知られた。たちまち人気を博した彼女は、1884年8月にはトゥール劇場に出演してロンドンの舞台デビューを果たした。25歳になった彼女は、週給 $2,500 を稼いでいた。1886年、8年間連れ添った夫フレデリック・W・ケラー (Frederick W. Keller) が急死した。姉のフローラは、ニューヨーク州議会の上院議員トーマス・F・グラディと結婚した。
1890年代はじめ、アーウィンは2度目の結婚をし、ヴォードヴィルの世界でキャリアを積んで、当時「クーン・シャウティング (Coon Shouting)」として知られていた演目に取り組み、アフリカ系アメリカ人の影響を受けた歌を歌っていた。1895年のブロードウェイのショー『The Widow Jones』では、「The Bully Song」を歌い、この曲は彼女を代表する持ち歌となった。このショーには、長い接吻の場面が含まれていたが、この場面を見たトーマス・エジソンは、アーウィンと共演者ジョン・C・ライスを雇って、この場面を映画に再現させた。1896年、エジソンのキネトスコープ作品『M・アーウィンとJ・C・ライスの接吻 (The Kiss)』は、映画の歴史上最初の接吻の場面となった。
彼女が主演した舞台作品には『The Widow Jones』、『The Swell Miss Fitzswell』、『Courted Into Court』、『Kate Kip-Buyer』、『Sister Mary』などがあった。

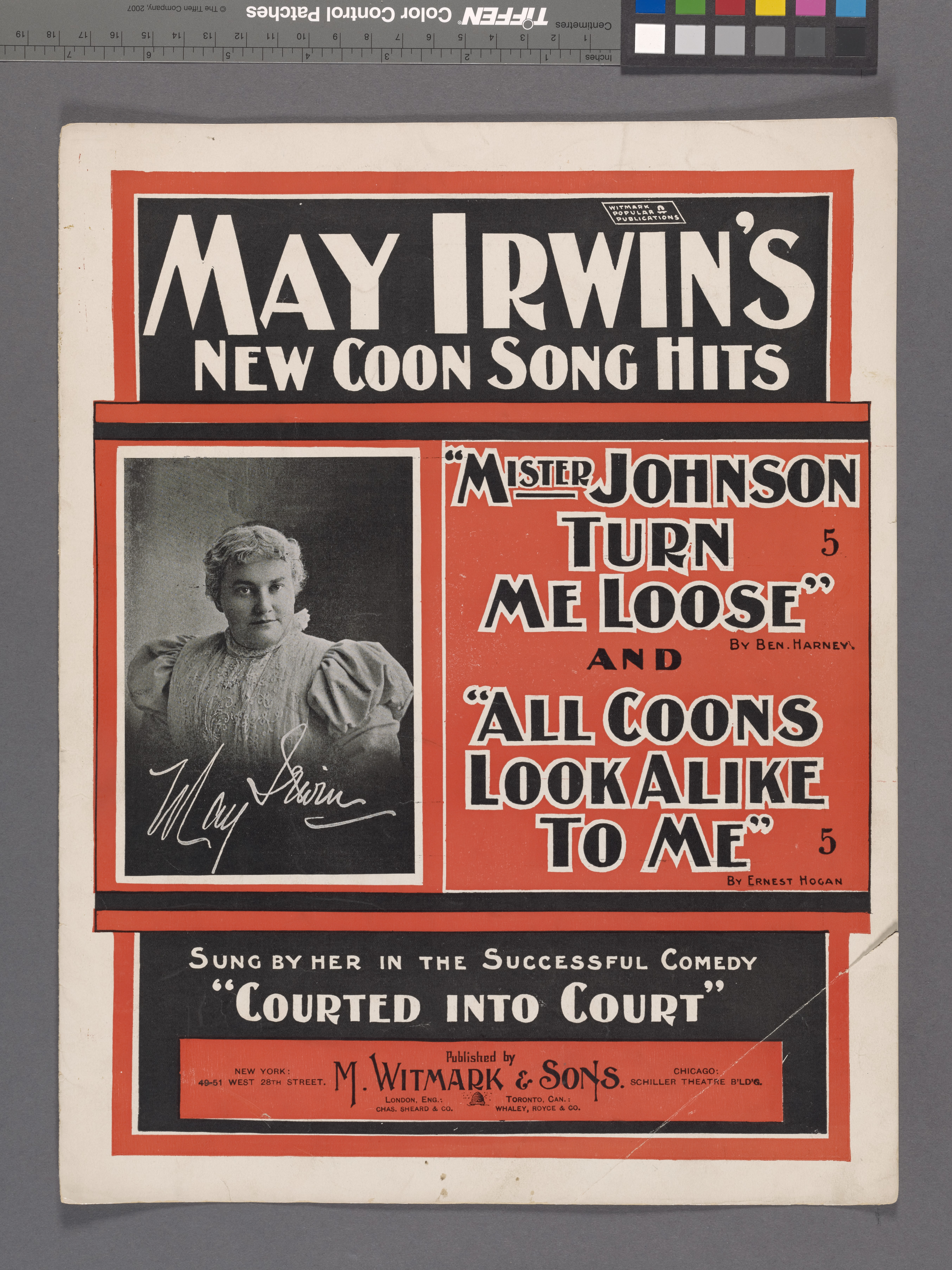
元々ブロードウェイ・ミュージカル『Courted Into Court』で歌われたアーウィンの歌の一つを取り上げた楽譜の表紙。

演技や歌唱に加え、アーウィンはいくつもの歌の作詞も手がけ、その一つ「Hot Tamale Alley」にはジョージ・M・コーハンが曲を書いた。1907年、彼女はマネージャーのクルト・アイスフェルト (Kurt Eisfeldt) と結婚し、また、ベルリナー/ビクターへの吹込みを始めた。こうした録音の一部は現存しており、彼女の魅力がどのようなものであったかを伝えている。
アーウィンの豊満な体格は、当時の流行でもあり、彼女の魅力的な人柄とも相まって、30年以上にもわたり彼女をアメリカで最も愛されたパフォーマーとした。1914年、彼女はサイレント映画への2度目の出演をしたが、今回は長編映画で、ジョージ・V・ホバートの戯曲を改作した『Mrs. Black is Back』といい、アドルフ・ズコールのフェイマス・プレイヤーズ・フィルム・カンパニーが制作して、大部分がニューヨークのアーウィンの自宅で撮影された。この映画は、メイを捉えた場面のスチル写真が現存している。
高い報酬を得ていた演技者であったアーウィンは、賢明な投資家でもあり、大変金持ちの女性となった。彼女は、サウザンド諸島のグラインドストーン島に近い小島であるクラブ島 (Club Island) に構えた夏の家や、フロリダ州メリット島の冬の家で多くの時間を過ごしていたが、その後は、ニューヨーク州クレイトン近傍の農場に引退し、さらに後には当地の通りの名が彼女を讃えて改称された。サウザンドアイランドドレッシングはアーウィンが広めたという説がある。
アーウィンは、1925年に引退した。

## 私生活
メイ・アーウィンは、2度結婚した。最初の結婚は、セントルイスのフレデリック・W・ケラー (Frederick W. Keller) とのもので、1878年から夫が死去した1886年まで続いた。1907年から死去するまで、彼女はクルト・アイスフェルト (Kurt Eisfeldt) と結婚していた。夫妻はニューヨークの西44丁目に住んでいた。
アーウィンは、最初の結婚から二人の息子、すなわち、彼女が17歳だった1879年ころに生まれたウォルター・ケラー (Walter Keller) と、彼女が20歳だった1882年に生まれたハリー・ケラー (Harry Keller) をもうけていた。

## 死
メイ・アーウィンは、1938年10月22日に、ニューヨーク市で、76歳で死去した。彼女は、ニューヨーク州バルハラのケンシコ墓地に葬られた。

## フィルモグラフィ
- M・アーウィンとJ・C・ライスの接吻 / The Kiss
- Mrs. Black Is Back

## 関連文献
- Ammen, Sharon (2016). May Irwin: Singing, Shouting, and the Shadow of Minstrelsy. Urbana, Chicago, and Springfield: University of Illinois Press. ISBN 0252040651